# Romualdo Ghiglione
Romualdo Ghiglione (født 25. februar 1891, død 12. marts 1940) var en italiensk gymnast, som deltog i OL 1920 i Antwerpen. 
Ghiglione stillede ved OL 1920 op i mangekamp for hold. I holdkampen, der var på programmet for anden og sidste gang, var han med til at sikre, at italienerne vandt guld. De opnåede 359,855 point, mens Belgien på andenpladsen fik 346,765 point og Frankrig på tredjepladsen 340,100 point.